# 안드레아스 벨링거
안드레아스 벨링거(독일어: Andreas Wellinger, 1995년 8월 28일~)는 독일의 스키점프 선수이다. 2018년 동계 올림픽에서 노멀힐 개인전 금메달을 포함하여 올림픽에서 금메달을 2개 획득했다. 2017년 세계 선수권 대회에서 금메달 1개, 은메달 2개를 획득했으며, 스키점프 월드컵 최고 성적은 2016-17 시즌에 달성한 종합 4위이다.

## 같이 보기
- 올림픽 스키점프 메달리스트 목록